# Ramon Solsona i Sancho

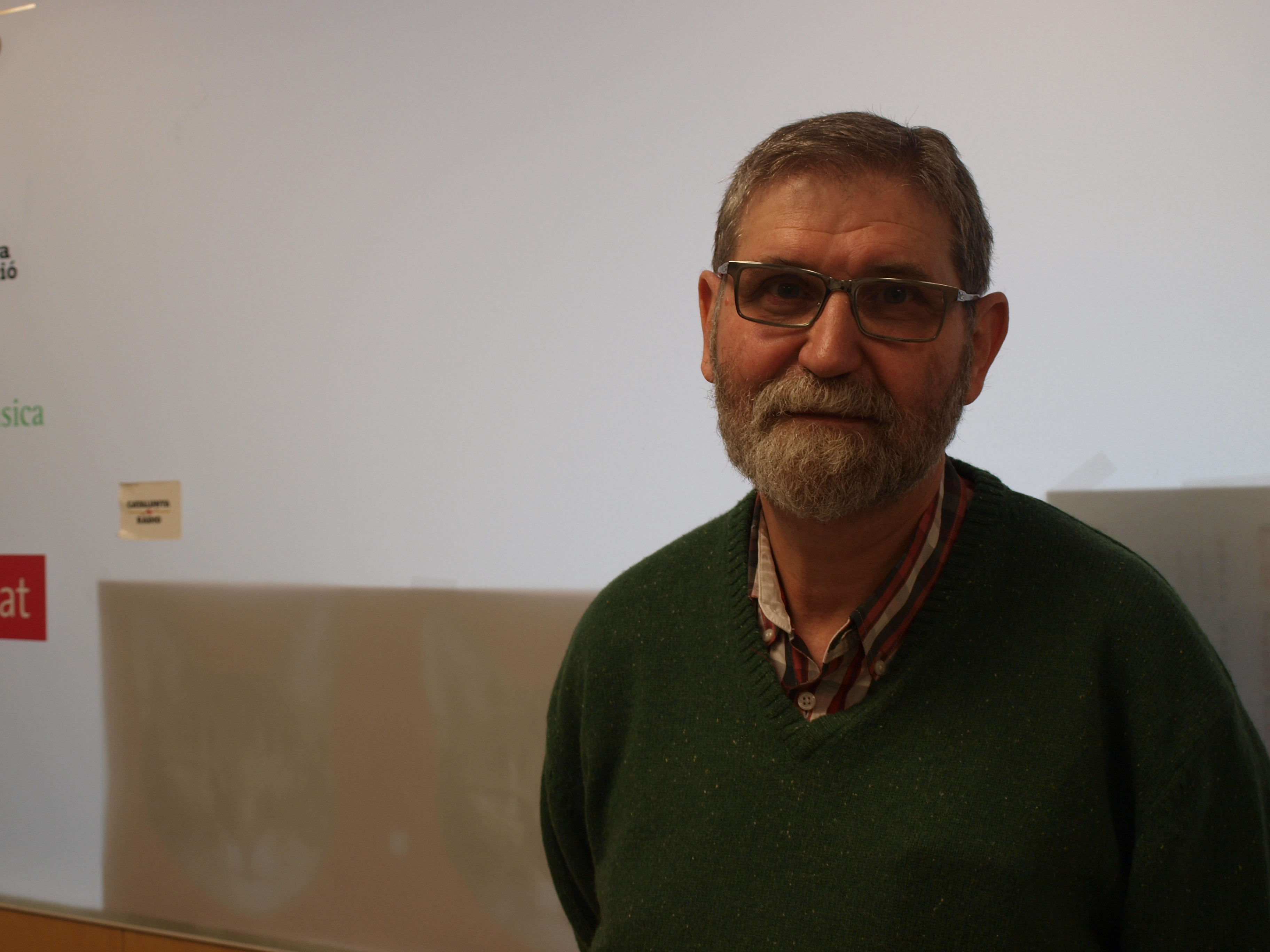
Romon Solsona i Sancho, 2015

Ramon Solsona i Sancho (* 17. Februar 1950 in Barcelona, Katalonien) ist ein Journalist, Drehbuchautor und Schriftsteller, der auf Katalanisch schreibt.
Solsona hat einen Abschluss in Romanistik absolviert. Im Jahr 1992 beschloss er nach zwanzig Jahren seine Stelle als Lehrer in der Sekundarstufe aufzugeben und demnach ganz aus seiner Feder zu leben. Er debütierte 1989 mit dem Roman Figures de calidoscopi. Im Jahr 1998 schrieb er die Texte für die Hymne, nach Anlass der Hundertjahrfeier des Fußballvereins FC Barcelona, für die Antoni Ros Marba die Musik komponiert hat. Seine berühmteste Prosawerke sind den dreifach prämierten Roman Les hores detingudes (1993) und L’Home de la maleta (2010).
Weiter schreibt er unter anderem für die Tageszeitungen Avui, Diari de Barcelona und La Vanguardia. Als Rundfunkjournalist versorgt er das Programm Entre Paraules („Zwischen Wörter“) für den Sender RAC 1 und einige Programme für Catalunya Ràdio. Als Drehbuchautor hat er die Drehbücher Agència de viatges („Reiseagentur“, 1991–92, zusammen mit E. Gomà), Estació d'enllaç („Verbindungsbahnhof“ 1996–98, mit verschiedenen anderen Autoren) und Dos és massa („Zwei ist zu viel“ 1989, mit A. Manso) geschrieben.

## Werke
Satyrische Poesie
herausgegeben unterm Pseudonym „Lo gaiter del Besòs“
- Sac de Gemecs (Eine Tüte voller Seufzer, 1989)
- Botifarra de pagès! (Bauernwurst! 2013)

Romane
- Figures de calidoscopi (1989) (Kaleidoskopfiguren)
- Les hores detingudes (Die angehaltene Stunden, 1993)[4]
- L’home de la maleta (Mann mit Reisekoffer, 2010)

Einige seiner Werke sind ins Französische, Spanische und Rumänische übersetzt worden.

## Preise
- 1994: Premi Crítica Serra d’Or de novel·la, Premi Prudenci Bertrana und Premi Lletra d’Or mit Les hores detingudes
- 2010: Premi Sant Jordi de novel·la mit L’home de la maleta[6]